# Claire Ward

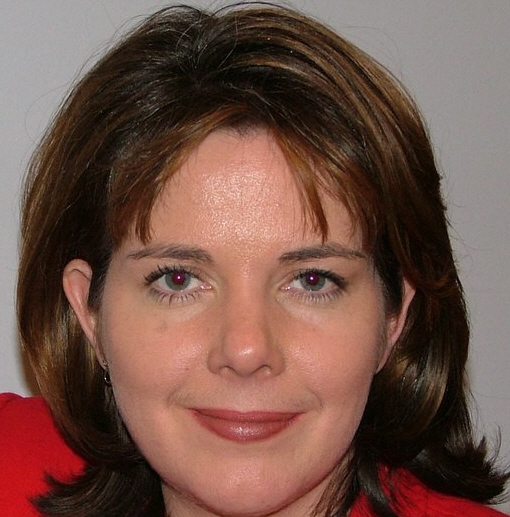
Claire Ward

Claire Margaret Ward, född 9 maj 1972 i North Shields, är en brittisk Labourpolitiker. Hon var parlamentsledamot för valkretsen Watford från 1997 till 2010. Hon är utbildad till advokat.